# 彭布罗克 (马耳他)
彭布罗克，是马耳他的市镇，位于馬耳他島北岸。市镇面积为2.3平方公里，2014年人口数量为3,645人。
彭布罗克原隶属于聖朱利安斯市镇。1993年据《地方市政委员会法》而成为马耳他的68个市镇之一。